# Agilitat freqüencial
Agilitat freqüencial, en telecomunicacions, és la capacitat d'un sistema de telecomunicacions via ràdio-freqüència (per exemple radars) de canviar la freqüència d'operació amb l'única finalitat d'evitar efectes adversos com poden ser problemes atmosfèrics, interferències radioelèctriques voluntàries o involuntàries. L'agilitat freqüencial s'aplica al transceptor de ràdio per exemple emprant el sistema de multiplexació per divisió de freqüència.
Cal diferenciar entre agilitat freqüencial i el salt de freqüència (frequency hopping): els sistemes de salt estan contínuament canviant de freqüència, són per exemple el sistema Bluetooth. En canvi, els sistemes d'agilitat, només canvien de freqüència en cas de necessitat, per exemple els sistemes radar i ZigBee.